# Karl Krattner

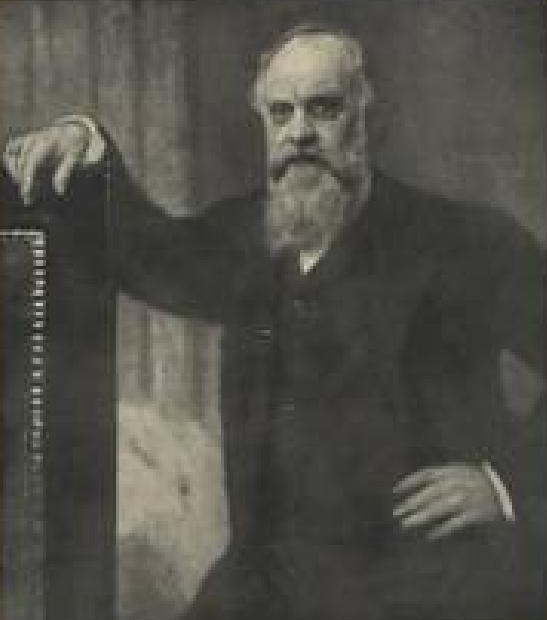
Karl Krattner (1862–1926)

Karl Krattner (* 7. Januar 1862 in Smíchov, deutsch Smichow, Österreich-Ungarn; † 10. Dezember 1926 in Prag, Tschechoslowakei) war ein deutsch-böhmischer Maler, Restaurator, Kunsthistoriker und Schriftsteller. Er war Professor an der Akademie der Bildenden Künste in Prag.
Das Hauptgebiet seines Schaffens lag auf dem Gebiet der Christlichen Kunst und der dekorativen Freskenmalerei.

## Leben und Wirken
Karl Krattners Vorfahren stammen aus Königsberg an der Eger im Elbogener Kreis. Er wurde 1862 in Smíchow geboren, damals eine selbständige Vorstadt von Prag. Nach dem Besuch der Volksschule und des Realgymnasiums in Smíchow studierte er von 1878 bis 1880 und von 1884 bis 1888 an der Akademie der Künste in Prag im Atelier für religiöse und monumentale Malerei bei František Sequens (1826–1896). In den Jahren 1882 bis 1884 setzte er sein Studium an der Akademie der Bildenden Künste München fort, insbesondere die Grundlagen des Zeichnens und der Maltechnik bei Gyula Benczúr (1844–1920) und Otto Seitz (1846–1912). Durch ein Stipendium konnte er eine Studienreise nach Österreich, Ungarn und nach Italien unternehmen. Er besuchte u. a. Verona, Padua und Venedig. Von der Reise zurückgekehrt arbeitete er zunächst als Dekorationsmaler in München, danach bei Franz Xaver Zettler als Designer für Glasfenster, z. B. für die Fenster der Kirche St. Ulrich und Afra (Augsburg) in Augsburg.
Im August 1889 heiratete er in München Frau Maria Ludovica, geb. Metelek (* 1861 in Prag), mit der er zwei Söhne und vier Töchter hatte. Der Sohn Karl Krattner jr. (1895–1977) wurde ebenfalls Maler. Im Jahr 1891 kehrte Karl Krattner mit seiner Familie nach Prag zurück.
Nach seiner Rückkehr in die böhmische Heimat malte er Porträts und Landschaften, sein Hauptthema war aber die Christliche Kunst sowie die Dekorationsmalerei. U. a.  restaurierte er die Deckenfresken im Schloss Trpist in Westböhmen. Weiterer Aufträge für Kirchen waren Deckengemälde in der Kirche in Deutsch-Gabel, in der Mariä Heimsuchung in Stock und der Bibliotheksaal im Kloster Tepl.
1906  ging er für zwei Jahre nach Triest. Nach der Rückkehr erhielt er einen Auftrag zur Ausschmückung eines Denkmals zur Schlacht bei Kulm. Er malte die Wandgemälde in der Stadtbibliothek von Aussig und ein Gemälde für die Kirche in Raspenau.
Im Oktober 1910 wurde Karl Krattner an die Akademie der Bildenden Künste in Prag berufen, wo er bis 1925 die Klasse für Monumentalmalerei leitete, die danach von seinem Assistenten Franz Thiele übernommen wurde. Etwa 56 Schüler durchliefen seine Ausbildung, darunter Jan Kojan, Heinrich Kraus, Bohumíra Ježková-Vacková, Jindřich Štyrský, František Tichý, Jaroslav Veris, Ladislav Žák und sein Sohn Karl Krattner jr. Im Jahr 1913/14 war er Rektor der Akademie.
Krattner war vor 1918 Mitglied des Vereins deutscher bildender Künstler in Böhmen und des Deutschböhmischen Künstlerbundes. Er war Mitbegründer des Metznerbundes und von 1920 bis 1923 erster Vorsitzender des Metznerbundes. Außerdem war er Mitglied in der Deutschen Akademie der Wissenschaften und Künste in der Tschechoslowakischen Republik und Mitglied des Kuratoriums und stellvertretender Vorsitzender der deutschen Sektion der Modernen Galerie in Prag, die für den Ankauf deutsch-böhmischer Kunst zuständig war. Karl Krattner starb nach langer Krankheit am 10. Dezember 1926 in Prag und wurde auf dem Friedhof in Raspenau beigesetzt.
Seine Arbeiten sind in der Nationalgalerie Prag und in der Regionalgalerie Liberec vertreten. Nach seinem Tod 1928 wurden seine Werke in Prag ausgestellt. Er war ein vielseitiger Maler und Restaurator, der besonders durch religiöse Gemälde und Fresken bekannt wurde, in denen er den Stil der Alte Meister|Alten Meister nachahmte.
Sein älterer Bruder Martin Krattner (* 1859) war Keramikmaler und später Mitglied des Deutschen Theaters in Prag.

## Werke (Auswahl)
Auswahl von Werken, siehe

Ölgemälde

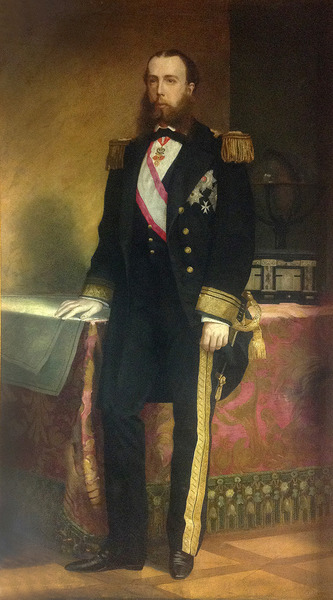
Kaiser Maximilian von Mexiko (1832–1867)

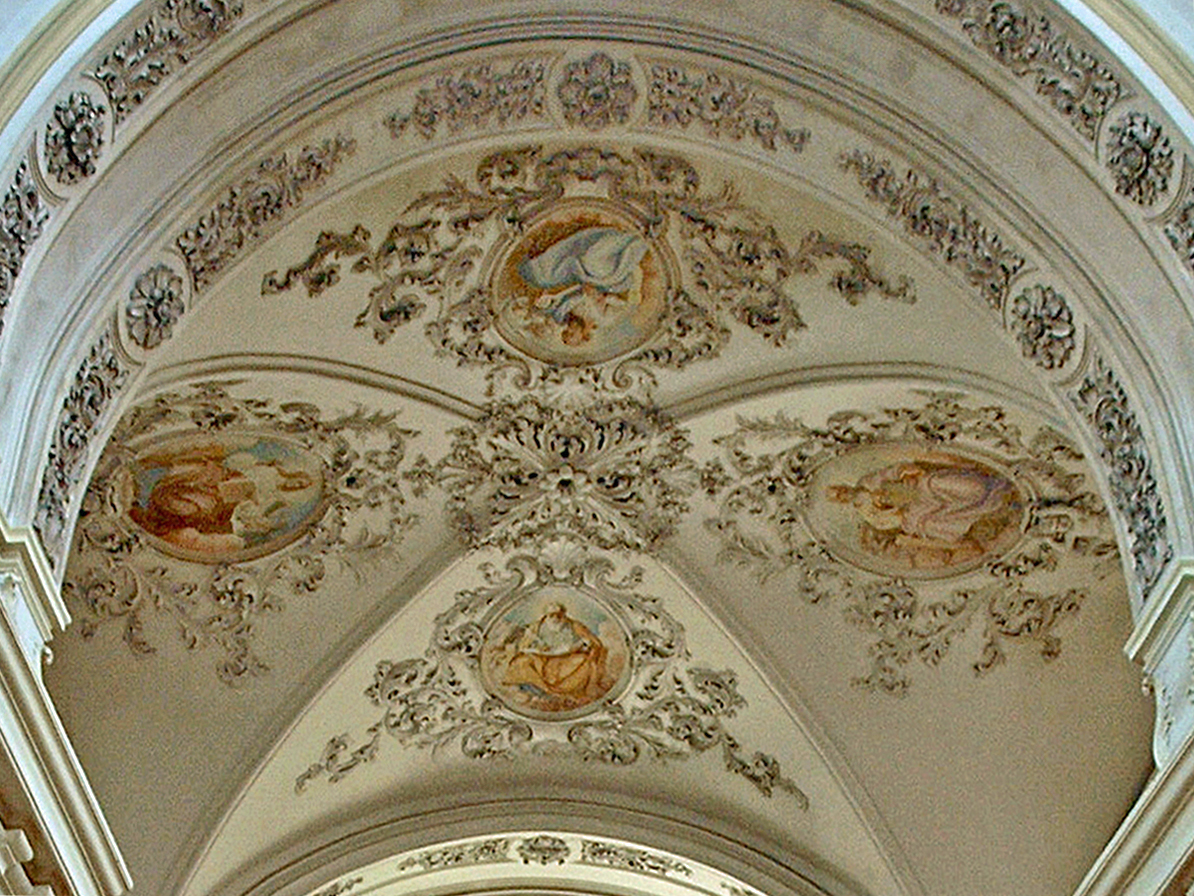
Deckenfresko der vier Evangelisten in der Klosterkirche St. Laurentius in Jablonné v Podještědí

- Christus am Ölberg (1908), Ölgemälde, Nationalgalerie Prag[6]
- Moses bringt die Zehn Gebote, Ölgemälde, Nationalgalerie Prag[7]
- Die Geburt Christi, Ölgemälde, Nationalgalerie Prag
- Ecce Homo (um 1920), Ölgemälde, Nationalgalerie Prag
- Christus mit der Dornenkrone (um 1920), Regionalgalerie Liberec
- Ostermorgen (um 1920), Regionalgalerie Liberec
- Bildnis des Hofrats Laube, Ölgemälde, Nationalgalerie Prag
- Porträt des Junggesellen V. Wieser, 1909, Ölgemälde, Nationalgalerie Prag
- Kreuzigung, dreiteiliges Altarbild (1908), Ölgemälde, Nationalgalerie Prag
- Judas, Harzfirnis, Nationalgalerie Prag
- Petrus, Harzfirnis, Nationalgalerie Prag
- Weg nach Emmaus, Ölgemälde
- Der babylonische Turm, Ölgemälde
- Dante und Beatrice (1920, unvollendet), Ölgemälde[8]
- Kaiser Maximilian von Mexiko, Ölgemälde

Zeichnungen
- Tor zum Tempel, 1920, Federzeichnung, Nationalgalerie in Prag
- Kopf eines jungen Mannes, Bleistift – Kohle – Kreide – Gouache, Nationalgalerie in Prag
- Studie zur Heiligen Dreifaltigkeit, Federzeichnung, Nationalgalerie in Prag
- Studie einer am Tisch sitzenden Frau, 1884, Bleistift, Nationalgalerie in Prag
- Heiliger (oder Christus), Aquarell – Kohle – farbige Kreiden, Nationalgalerie in Prag

Deckengemälde und Altarbilder
- Altarbilder und Wandmalereien im ehemaligen Blindeninstitut in Smichov
- Altarbilder und Fresken der vier Evangelisten, in der Kirche in Deutsch-Gabel
- Deckenfresken im Schloss Trpist
- Deckengemälde in der Stiftsbibliothek im Stift Tepl
- Deckengemälde der Wallfahrtskirche Mariä Heimsuchung Maria Stock
- Deckengemälde der Kirche Mariä Himmelfahrt in Raspenau
- Wandgemälde in der Stadtbibliothek in Aussig (zerstört)

## Publikationen
Krattner veröffentlichte zahlreiche Publikationen zur Kunstgeschichte.
- Deutsche Dichtung und Kunst. Nr. 4: Josef von Führich-Heft, Prag, 1903, Deutscher Verein zur Verbreitung gemeinnütziger Kenntnisse in Prag
- Der Architekt Josef Zasche. Deutsche Arbeit 1909, Nr. 8, S. 675–725
- Die Erhaltung und Wiederherstellung von Kunstwerken, Prag, 1910, Verlag des deutschen Vereines zur Verbreitung gemeinnütziger Kenntnisse
- Die Wasserspeier (Erzählung), 1925